# David Icke
David Vaughan Icke (uttalas /aɪk/), född 29 april 1952 i Leicester, är en brittisk konspirationsteoretisk författare, föredragshållare och före detta språkrör för Gröna Partiet i Storbritannien. Han är författare till 19 böcker och hans bok The Biggest Secret (1999) har kallats "the Rosetta Stone for conspiracy junkies." I sin ungdom var han fotbollsmålvakt för Coventry och han har även arbetat som TV-presentatör. Sedan 1990 har han koncentrerat sig på frågan "vem eller vad" det är som kontrollerar världen, vilket också är huvudämnet för hans böcker och föredrag.

## Biografi

### Fram till 1990
Icke föddes i Leicester. Han gick i skolan under en tid men hoppade av för att spela professionell fotboll som målvakt. När han blev 21 år avslutade han sin fotbollskarriär av medicinska skäl och började arbeta som reporter på BBC fram till 1988. Samma år gick Icke med i Gröna partiet och blev så småningom partiets talesman. Under 1990 hävdade Icke att en ande från andevärlden kontaktade honom genom ett medium. Anden berättade för Icke att han var en helare och hade sänts till jorden för att upplysa människor. Han skulle bli en framgångsrik och känd man. Anden sa även att Storbritannien skulle gå under i en armada av tsunamier och jordbävningar eftersom människan hade förstört naturen. När Icke berättade om sin upplevelse för partiordföranden fick han inte fortsätta som partiets talesman. I en intervju på TV berättade Icke för Terry Wogan, programledaren, att han var Guds son och att Storbritannien skulle gå under. Efter att blivit av med sina roller i partiet tog Icke avstånd från offentligheten under en tid, men fortsatte med privat forskning och utveckling av den konspirationsteori som han sedan dess kommit att bli kraftigt förknippad med.

### Författarskap och föredrag

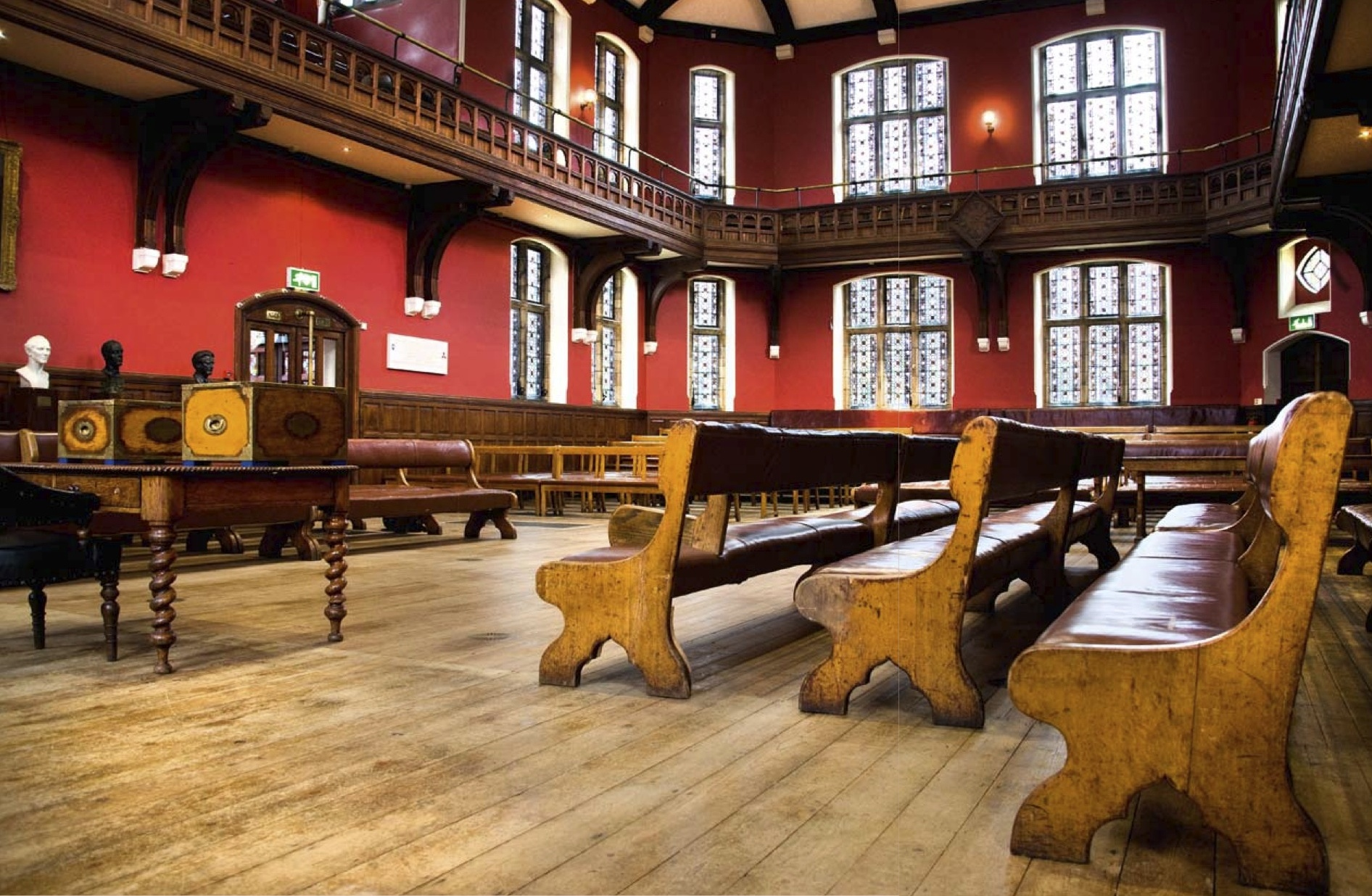
Icke besöker Oxford Union 2008.

I september 1994 förbjöds Icke att hålla tal under den årliga Green Party-konferensen, med motivet att vissa delar av hans senaste bok, The Robot's Rebellion, innehöll antisemitiska argument. 1995 grundade han sitt eget förlag, Bridge of Love Publications, senare kallat David Icke Books. Sin andra fru, Pamela Leigh Richards, mötte han i Jamaica 1997. Han skilde sig från sin första hustru 2001 men de var fortsatt vänner och hon har hela tiden varit involverad i förlagsverksamheten. Samma år gifte han sig med Pamela Leigh för att 2008 skilja sig.
Som föredragshållare har han blivit känd för sina långa föredrag, ibland upp till åtta timmar, varefter han säljer DVD:er med föredragen som producerats av exfrun Linda Atherton. I februari 2008 blev han inbjuden till Oxford Union, universitetets anrika debattsällskap. Föredragstouren för Human Race Get Off Your Knees: The Lion Sleeps No More (2010) innehöll föredrag i Australien, Kroatien, Nederländerna och USA och avslutades i oktober 2012 med ett tal på Wembley Arena, London. I New York fick han en stående ovation av publiken på 2 000 personer efter en åttatimmarsföreläsning på Nokia Theater vid Times Square.

## Huvudsakliga teorier
Ett kännetecken för Icke är att han kombinerar metafysiskt präglade diskussioner om naturen, universum och medvetandet med konspirationsteorier av olika slag. 

### Den globala eliten
Världen styrs enligt Icke av dolda krafter där personer i nyckelpositioner är orderföljare i en mörk agenda. Målet är att etablera en världsregering och förslava varenda människa i hela världen. Detta vill man genomföra med bland annat vacciner, artificiell intelligens och övervakning via bland annat appar, övervakningskameror och microchip. Han menar att i stort sett allt - politiken, religioner, media och organiserad brottslighet - och att religionerna kristendomen, islam och judendomen används av Illuminati för att få människor att starta konflikter mellan varandra. Rasism är också ett av Illuminatis verktyg, menar han. Illuminati har också ett annat namn - Fångvaktarna. De är egentligen utomjordingar som liknar humanoida reptiler. Dessa utomjordingar kommer från solsystemet Draco och är med i en ond allians som kallas det Luciferianska medvetandet. Många kända politiska ledare och andra figurer är utomjordingar, så som George W. Bush, Hillary Clinton och Storbritanniens drottning Elizabeth II.

### Reptilhypotesen

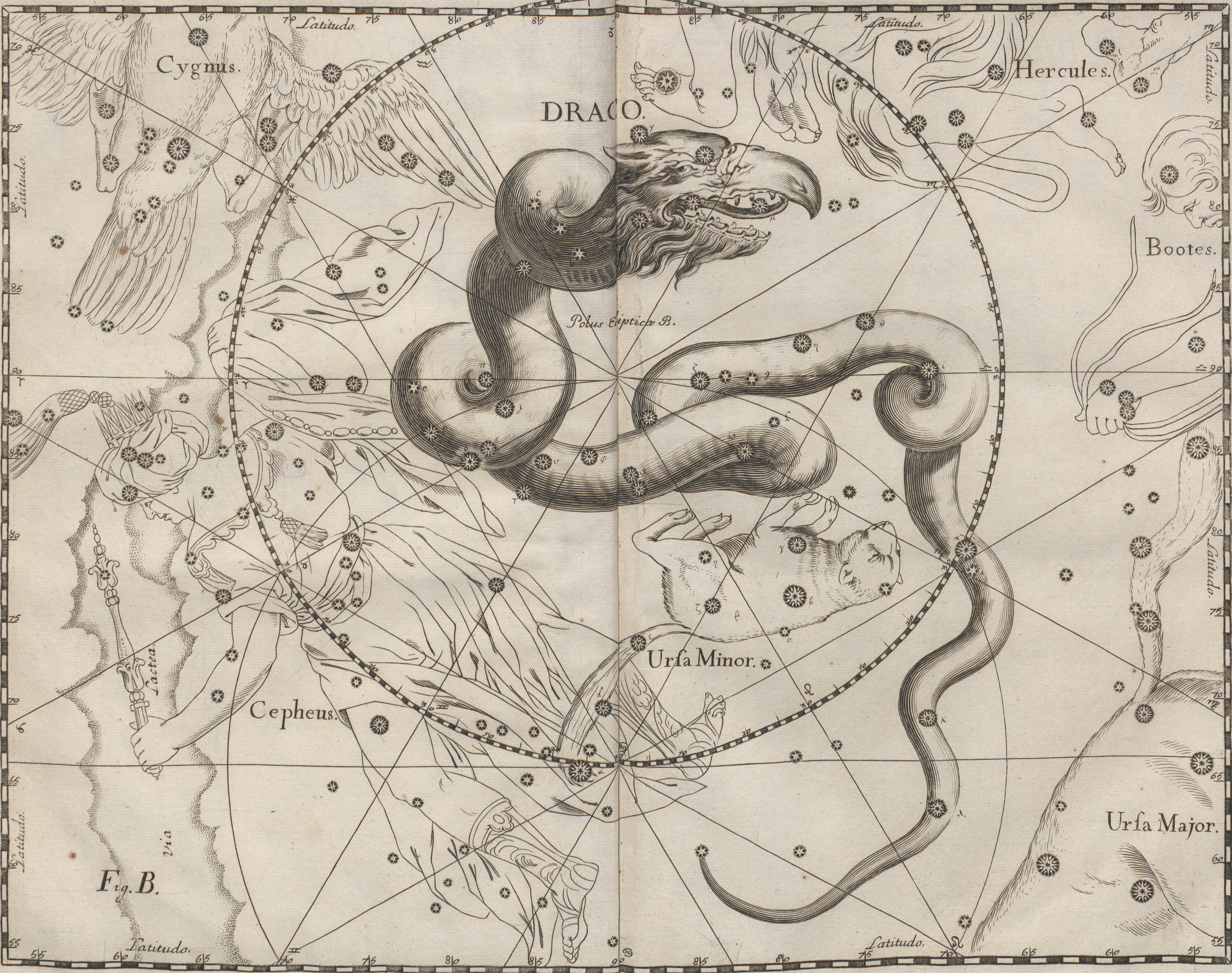
Stjärnbilden Draken i en målning av Johannes Hevelius, 1690. Enligt Ickes reptilhypotes styrs världen och människorna av ättlingar till reptiler från denna del av Vintergatan.

Reptilhypotesen introducerades i The Biggest Secret (1999), där han identifierade Brödraskapet som ättlingar till reptiler från rymden, närmare bestämt från stjärnbilden Draken, vilka utseendemässigt verkar som människor men i verkligheten inte är det.
I Children of the Matrix (2001) la han till att Annunaki parade sig med en annan utomjordisk ras, Nordics, som hade blont hår och blå ögon, för att producera en ras av mänskliga slavägare, Arierna

### Dimensioner
Reptilerna kommer inte endast från en annan planet, utan även från en annan dimension, från den lägre nivån av den fjärde dimensionen, den dimension som är närmast den fysiska världen. Icke menar att universum består av ett obegränsat antal frekvenser eller dimensioner vilka delar samma rymd, ungefär som TV- och radiofrekvenser. Det är från en av dessa våglängder som Anunnaki kontrollerar världen. 

### Problem-reaktion-lösning
I Tales From The Time Loop (2003) argumenterar han för att de flesta organiserade religioner, särskilt judendom, kristendom och islam, är skapade av lluminati för att splittra mänskligheten och så frön till ändlösa konflikter. 

### Red Dresses
I Infinite Love is the Only Truth (2005) introducerar han konceptet "reptilian software." Han menar att det finns tre sorters människor. Den högsta nivån är de röda klänningarna (the red dresses). Dessa är "software people", även kallade "reptilian software," eller "constructs of mind." De saknar medvetande och fri vilja. En andra grupp är de så kallade "sheeple", majoriteten av mänskligheten vilka enligt Icke har ett baksätesmedvetande ("back seat consciousness."). De är medvetna men de gör vadhelst de blir åtsagda och är Brödraskapets främsta energikälla.

## Ickes arbeten

### Böcker
- It Doesn't Have To Be Like This (1990)
- Truth Vibrations (1991)
- Heal the world (1993)
- The Robots' Rebellion (1994)
- ...And The Truth Shall Set You Free (1995)
- I Am Me, "I Am Free" (1996)
- Robotarnas uppror (1996)
- Lifting the veil (1998)
- ...och sanningen ska göra er fria (1998)
- The Biggest Secret: The Book That Will Change The World (1999)
- Children of the Matrix (2001)
- Alice In Wonderland And The World Trade Center Disaster (2002)
- Tales From The Time Loop (2003)
- Infinite Love Is "the Only" Truth: Everything Else Is Illusion (2005)
- Oändlig kärlek är den enda sanningen, allt annat är illusion (2007)
- The David Icke Guide to the Global Conspiracy (and how to end it) (2007)
- Human Race Get Off Your Knees (The Lion Sleeps No More) (2010)
- Remember Who You Are (Remember 'Where' You Are and Where You 'Come' From) (2012)
- The Perception Deception (Or ... It's all bollocks - yes, ALL of it) (2013)
- Phantom Self (And How to Find the Real One) (2016)

### Filmer
- David Icke - The Robots' Rebellion (1994)
- David Icke - Turning of the tide (1996)
- David Icke - The Reptilian Agenda (with Credo Mutwa) (1998)
- David Icke - Revelations of a Mother Goddess (with Arizona Wilder/Jennifer Green) (1999)
- David Icke - The Freedom Road (1999)
- David Icke - Live in Vancouver: From Prison to Paradise (2000)
- David Icke - Secrets of the Matrix (Del 1-3) (2003)
- David Icke - Freedom or Fascism: The Time to Choose (at Brixton Academy) (2006)
- David Icke - Was he right? (BBC Documentary) (2006)
- David Icke - Live at the Oxford Union (Big Brother's not coming - he's here) (2008)
- David Icke - Big Brother, The Big Picture (2008)
- David Icke - Beyond the Cutting Edge (live at Brixton Academy) (2008)
- David Icke - The Lion Sleeps No More (live at Brixton Academy) (2010)
- David Icke - Remember Who You Are (live at Wembley Arena', 2012) (2013)
- David Icke - AWAKEN!! (live at Wembley Arena, 2014) (2015)